# Renaissance Pictures
Renaissance Pictures es una productora de cine y una compañía televisiva estadounidense. Fue fundada por el director Sam Raimi, el productor Rob Tapert y el actor Bruce Campbell, con ayuda del publicista Irvin Shapiro, el 10 de agosto de 1979. 
Su primera producción fue la película The Evil Dead, a la que seguirían las secuelas Evil Dead II y El ejército de las tinieblas. Renaissance ha producido un gran número de las películas que incluyen a los tres fundadores y a otros profesionales del entretenimiento relacionados con ellos. Entre sus producciones están las películas Crimewave, de Joel e Ethan Coen, y Thou Shalt Not Kill... Except de Josh Becker. Colaboraciones posteriores incluyen películas de más presupuesto como Darkman (también dirigida por Raimi), Hard Target y Timecop, la serie televisiva Hercules: The Legendary Journeys y la serie de gran éxito Xena: la princesa guerrera. Xena incluye a Campbell en varios papeles, así como al hermano de Sam Raimi, Ted Raimi, en el papel de Joxer, personaje recurrente en la serie. 
Actualmente Raimi y Tapert producen películas de terror a través de Ghost House Pictures, entre las que se encuentra Arrástrame al infierno del propio Raimi.
El logotipo original de la compañía rendía tributo a la secuencia del inicio de la película de 1968, 2001: A Space Odyssey. Luego fue sustituido por la imagen de un cuadro con aspecto de Mona Lisa renacentista iluminada por un relámpago.

## Filmografía
- 1981: The Evil Dead
- 1986: Crimewave
- 1985: Stryker War
- 1987: Evil Dead II
- 1990: Darkman
- 1991: Lunatics: A Love Story
- 1992: El Ejército de las Tinieblas.
- 1993: Hard Target
- 1994: Darkman II: El Regreso de Durant (directo-a-vídeo)
- 1994: Hércules y las Amazonas (telefilme)
- 1994: Hércules y el Reino Perdido (telefilme)
- 1994–1995: M.A.N.T.I.S. (serie de televisión)
- 1994: Timecop
- 1994: Hércules y el Círculo de Fuego (telefilme)
- 1994: Hércules en los Infiernos (telefilme)
- 1994: Hércules en el Laberinto del Minotauro (telefilme)
- 1995-1999 Hercules: The Legendary Journeys (serie de televisión)
- 1995–2001: Xena: La Princesa Guerrera (serie de televisión)
- 1995–1996: American Gothic (serie de televisión)
- 1996: Darkman III: Dado Darkman Dado (lanzamiento en DVD)
- 1997: Juego de Espías (serie de televisión)
- 1998: Hércules y Xena: La Batalla por el Monte Olimpo (lanzamiento en DVD)
- 1998–1999: Young Hércules (serie de televisión)
- 2000: Jack of all Trades (serie de televisión)
- 2000–2001: Cleopatra 2525 (serie de televisión)
- 2002: Xena: La Princesa Guerrera - (montaje del director) (lanzamiento en DVD)
- 2008–2010: Legend of the Seeker (serie de televisión)
- 2015–2018: Ash vs. Evil Dead (serie de televisión)